# Monforte d’Alba
Monforte d’Alba (piemontiul: Monfòrt) település Olaszországban, Piemont régióban, Cuneo megyében. Lakosainak száma 1951 fő (2023. január 1.). Monforte d’Alba Barolo, Castiglione Falletto, Dogliani, Monchiero, Novello, Roddino és Serralunga d’Alba községekkel határos.

## Népesség
A település lakossága az elmúlt években az alábbi módon változott:
| Lakosok száma | 2026 | 1955 | 1951 |
|               | 2018 | 2020 | 2023 |